# He Who Laughs Last (film 1911)
He Who Laughs Last è un cortometraggio muto del 1911 prodotto dalla Kalem e diretto da Pat Hartigan.

## Produzione
Il film, prodotto dalla Kalem Company, fu girato in California, a Santa Monica.

## Distribuzione
Distribuito dalla General Film Company, il film - un cortometraggio di una bobina - uscì nelle sale cinematografiche USA il 18 dicembre 1911.